# Polynucléotide
Un polynucléotide est un polymère constitué d'au moins treize monomères de nucléotides liés par covalence en formant une chaîne. Les acides nucléiques tels que l'acide ribonucléique (ARN) et l'acide désoxyribonucléique (ADN) sont des polynucléotides.

Nomenclature des principaux nucléotides.
Les nucléosides monophosphate, diphosphate et triphosphate sont des nucléotides.

Si les polynucléotides biologiques ont avant tout un rôle génétique (ADN) et dans la biosynthèse des protéines (ARN), certains, appelés ribozymes, sont également doués d'activité catalytique à l'instar des enzymes.

Structure de l'ADN, le polynucléotide porteur du génome chez les eucaryotes.